# Dexia fulvifera
Dexia fulvifera är en tvåvingeart som beskrevs av Roder 1893. Dexia fulvifera ingår i släktet Dexia och familjen parasitflugor. Inga underarter finns listade i Catalogue of Life.